# Bailleulval Communal Cemetery
Bailleulval Communal Cemetery is een begraafplaats gelegen in de Franse plaats Bailleulval (Pas-de-Calais). De militaire graven worden onderhouden door de Commonwealth War Graves Commission.
De begraafplaats telt 2 geïdentificeerde Gemenebest graven uit de Eerste Wereldoorlog.